# La Prunelle RDC
La Prunelle RDC asbl  est une  organisation indépendante de droit congolais défendant les je unes, les femmes et les minorités et travaillant autour de divers domaines. Elle a été créée en 2017 par des jeunes motivés par le souci de raconter l'histoire de la région du Kivu à partir du Kivu et est alors dirigée par le journaliste Honneur-David Safari, militant pour la cause des minorités en RDC 

## Description
La Prunelle RDC asbl a été créé le 10 juin 2017 à Bukavu, à l’Est de la RDC, dans un contexte de tensions politiques nées de la fin du régime de l’ancien président Joseph Kabila, dont le deuxième mandat s'est achevé le 19 décembre 2016 .
D'abord comme média, l'organisation traite principalement les informations autour des droits humains, de la paix et la sécurité avec les jeunes, de la promotion de l'espace démocratiques, etc. Avec La Prunelle Verte , il traite des informations liées à l'environnement et à la santé. Sa Radio La Prunelle FM basée à Bukavu et Goma  cible les jeunes pour leur participation aux instances de décision et au processus de paix à tous les niveaux alors que LaPrunelleRDC.COM traite des sujets internationaux et régionaux dans un contexte de tensions dans la sous-région des grands-lacs africains,,.
La Prunelle RDC a fait l’objet des reportages des médias internationaux   Il a joué un rôle dans la couverture des manifestations politiques à travers son réseau de correspondants dans plusieurs provinces de la RDC, à la fin du régime de Joseph Kabila. Des manifestations qui ont abouti aux élections législatives et au scrutin présidentiel de 2018 en République Démocratique du Congo.
Actuellement, le média emploie plus de 25 journalistes  couvrant l'actualité à travers le territoire congolais avec son siège social dans la ville de Bukavu au Sud-Kivu.

## Journalistes célèbres

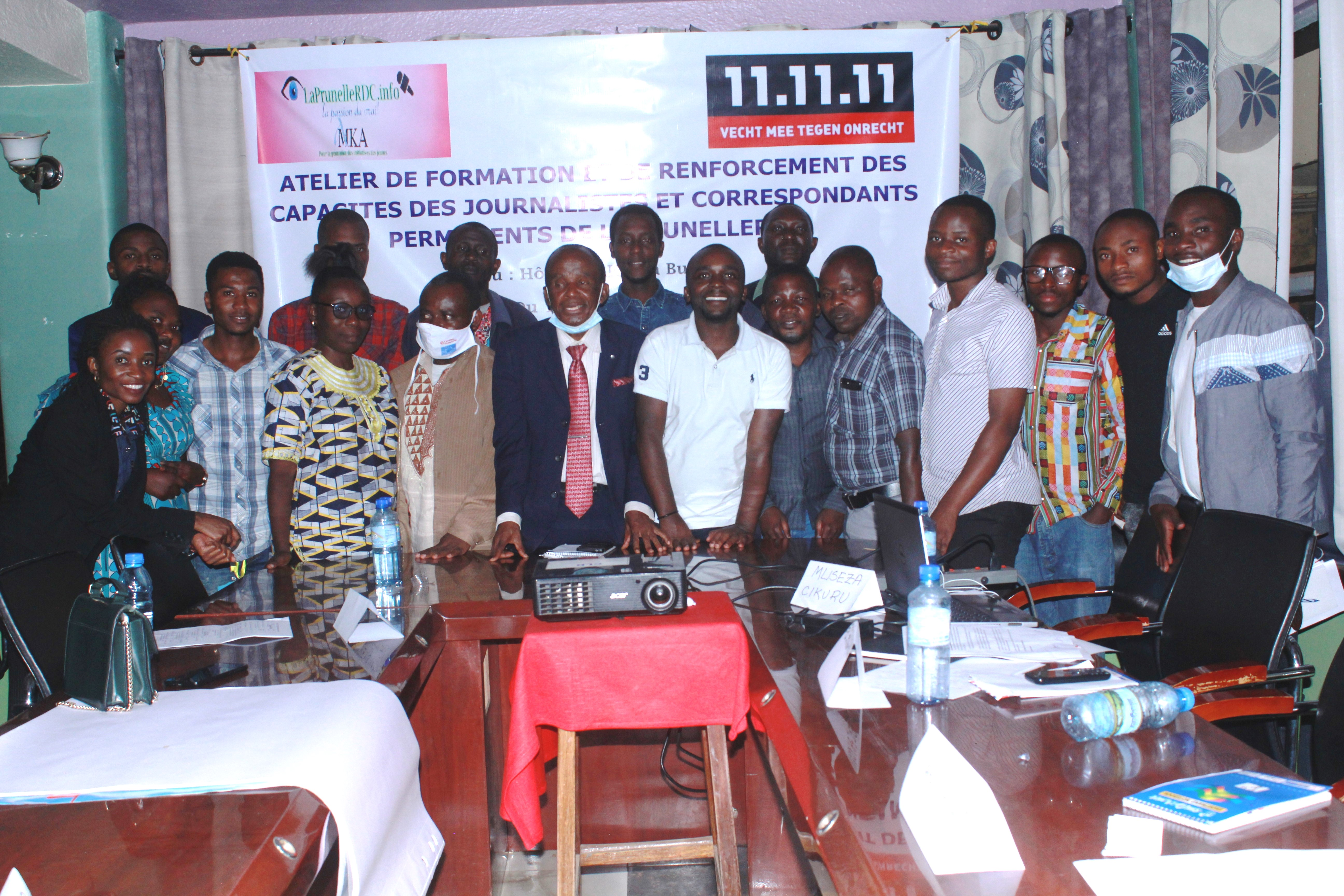
Équipe de La Prunelle RDC, octobre 2020

- Honneur-David Safari, lauréat Prix patriote en Or 2018 [15] et IRD-GL Awards 2019 [16]
- Judith Maroy (nl), lauréate de la bourse 1325 pour les femmes, la paix et la sécurité [17]  et militante de la Lucha [18]
- Museza Cikuru, Prix du meilleur reportage humanitaire CICR 2020 [19]